# أخفى الشرطين
أخْفَى الشَّرَطَيْن أو غاما الحمل (γ Ari, γ Arietis) وفق تسمية باير هو نجم ثنائي في شمال كوكبة الحمل. كان يطلق عليه قديمًا اسم Mesarthim ذو الأصل الغامض. القدر الظاهري للنجمين معًا 3.86، لذا فهو رابع أكثر نجوم الحمل سطوعًا ويمكن رؤيته بالعين المجردة. يقوم باختلاف المنظر السنوي قدره 19.88 دقيقة قوسية، وهو يبعد حوالي 164 سنة ضوئية. يُشكِّل أخفى الشرطين مع النجم أنور الشرطين المجاور له زوج يحمل اسم الشَّرَطَان.
اكتشف روبرت هوك طبيعة هذا النجم المزدوج عام 1664. النجمان بينهما مسافة زاوية قدرها 7.606 دقيقة قوسية، لذا يمكن رؤيتهما منفصلين باستخدام مقراب صغير. الدور المداري للنجمين أكبر من 5000 عام. أحدهما سطوعه ذو قدر ظاهري 4.58 من النجوم التابعة الرئيسية من الدرجة B، وله تصنيف نجمي B9-V. والآخر من نوع لامدا العواء [الإنجليزية] له تصنيف نجمي A1p-Si وقدر ظاهري 4.64.‏